# Henosepilachna vigintioctopunctata
Henosepilachna vigintioctopunctata  este o specie de buburuză din familia Coccinellidae. Mai este cunoscută și ca buburuza cartofului cu 28 de puncte  sau gândacul Hadda. Specia se hrănește cu frunzișul cartofului și ale altor culturi de solanacee. Este originară din estul Rusiei. A fost denumită în trecut Epilachna vigintioctopunctata. 

## Morfologie și biologie

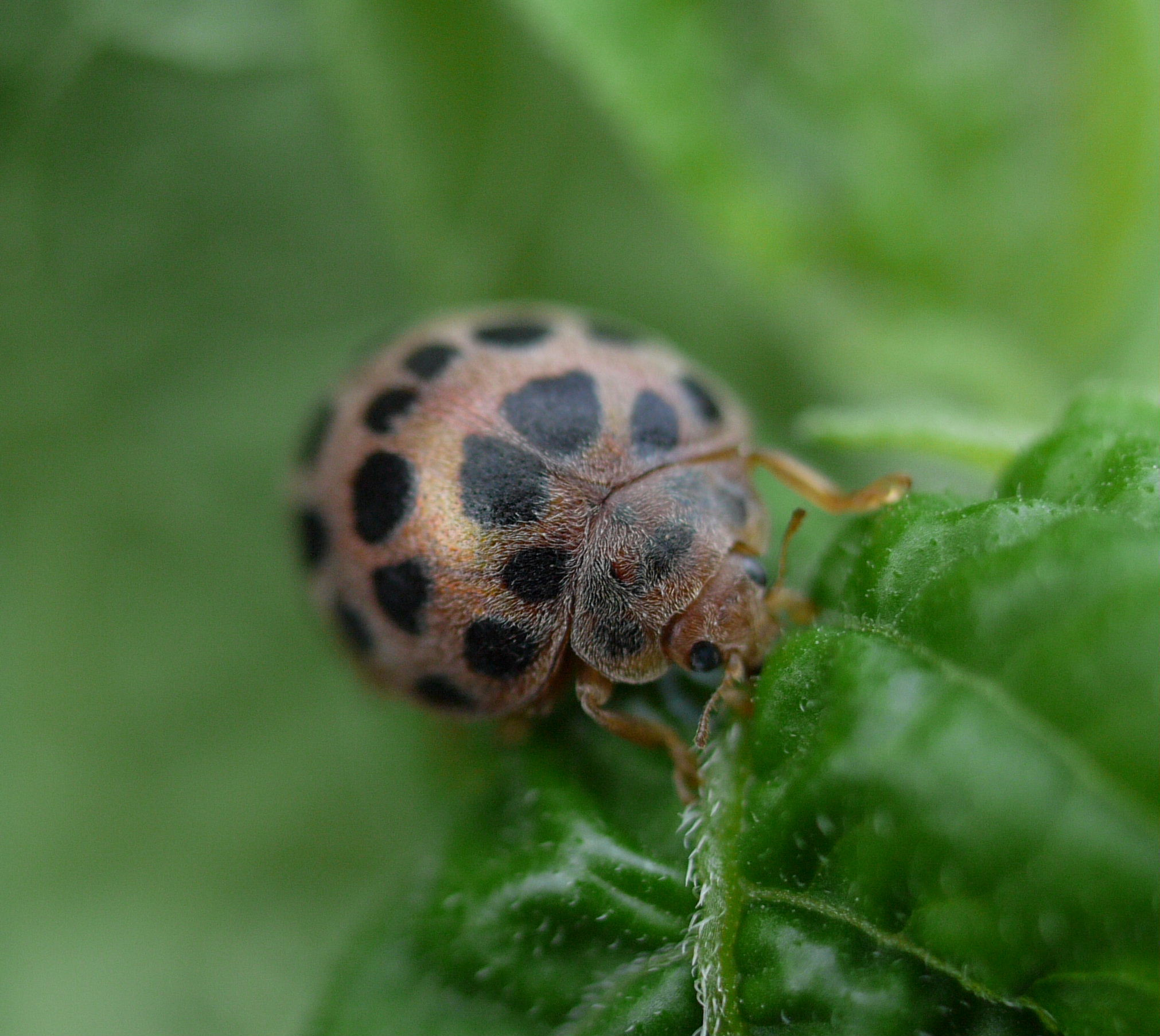
Henosepilachna vigintioctopunctata

Corpul aceste specii este aproape sferic, convex, cu aspect lucios și mărimea depășește adesea șapte mm în lungime. Culoarea sa este roșu spre maroniu, iar pe elitrele sale se găsesc câte treisprezece puncte de culoare neagră. Ouăle sunt galbene, de aproximativ 1,5 mm în lumgime și sunt adesea depuse pe partea posterioară a frunzelor în linii de până la șaizeci și cinci de ouă. Pupele și larvele sunt galben-verzui la culoare, decorate cu puncte negre. Habitatul speciilor se află adesea sub frunzele căzute, de la care ele mănâncă țesutul moale dintre nervuri. Adesea și hibernează sub aceste frunze. 